# Schloss Sierndorf

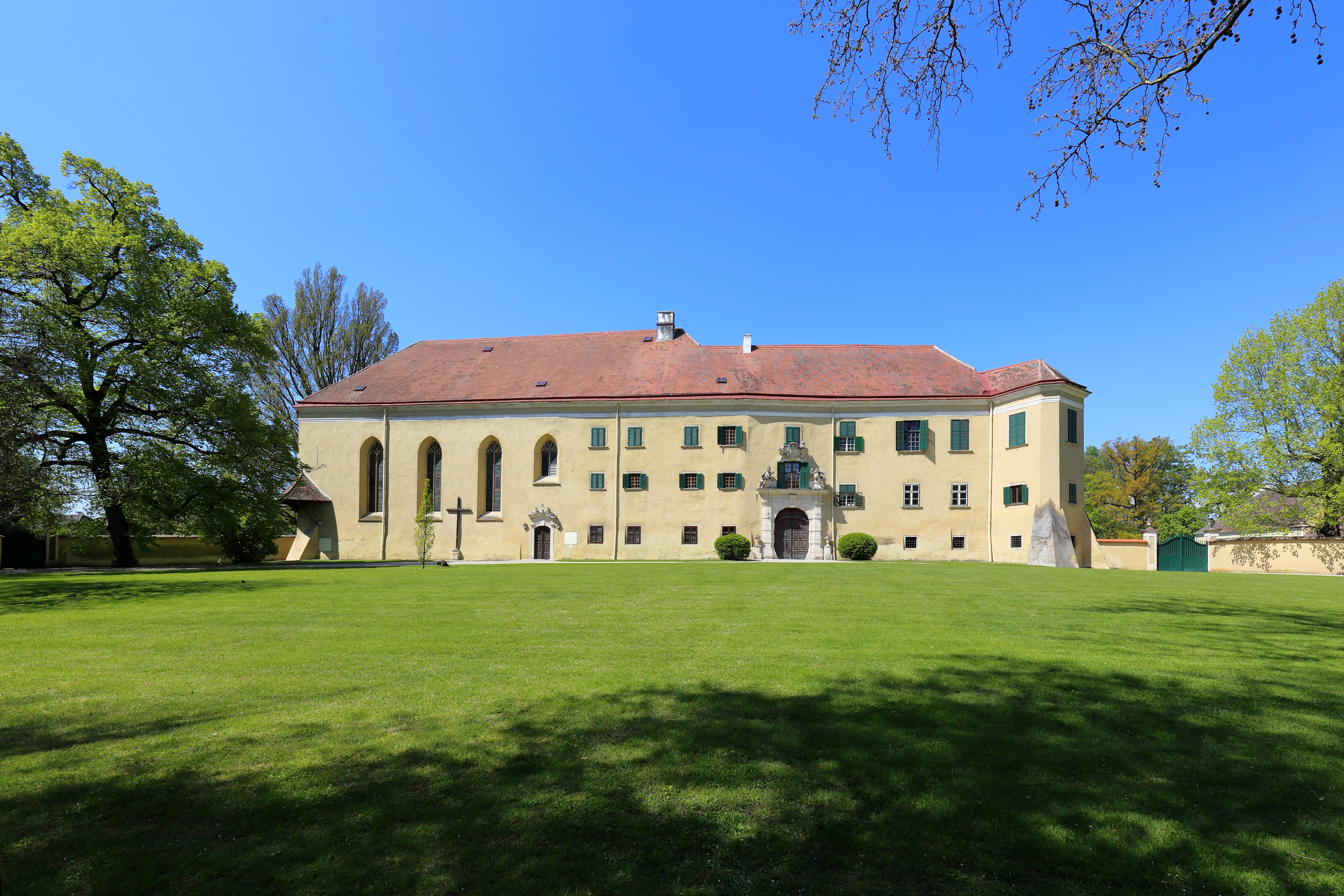
Schloss Sierndorf, links integriert die Pfarrkirche Sierndorf

Das Schloss Sierndorf steht am Nordrand des Marktes in der Marktgemeinde Sierndorf im Bezirk Korneuburg in Niederösterreich. Das Schloss steht unter Denkmalschutz (Listeneintrag).

## Geschichte
Die Herren von Sierndorf wurden 1268 urkundlich genannt und starben 1379 aus. Von 1469 bis 1609 stand die Burg im Besitz der Herren von Zelking, ab 1516 erfolgte ein Neubau der Burg unter Wilhelm von Zelking, gestorben 1541. Unter den Grafen von Colloredo wurde das Schloss um 1730 umgebaut. Der Bergfried wurde 1879 abgetragen. Von der mittelalterlichen Anlage sind noch Grundmauern und geböschte Mauern erhalten, ebenso von den 1840 abgetragenen Wehranlagen Reste von Erdbastionen und Teile des Burggrabens.

## Architektur
Die vierflügelige dreigeschoßige Anlage mit Eckrisaliten um einen Rechteckhof ist vom Schlosspark umgeben. Im Ostflügel befindet sich die Schlosskapelle und Pfarrkirche Mariä Geburt.